# ژیل گرانژیه
ژیل گرانژیه (فرانسوی: Gilles Grangier‎; ۵ مهٔ ۱۹۱۱ – ۲۷ آوریل ۱۹۹۶) کارگردان فیلم و فیلم‌نامه‌نویس اهل فرانسه بود. وی کارگردان ۵۵ فیلم سینمایی و مجموعه تلویزیونی از ۱۹۴۳ تا ۱۹۸۵ بوده.